# Antígono II Gónatas
Antígono II Gónatas (português europeu) ou Gônatas (português brasileiro) (em grego clássico: Αντίγονος B΄ Γονατάς; c. 319 a.C. — 239 a.C.) foi um governante que estabeleceu a dinastia antigônida na Macedônia e notabilizou-se por sua vitória contra os Gauleses que tinham invadido os Bálcãs. Foi um governante eminentemente político e não bélico. Sua liderança política deixou a Grécia nas mãos de tiranos, o que fez com que a região caísse mais facilmente nas mãos do Império Romano.
Filho de Demétrio Poliórcetes e Fila, filha de Antípatro, foi apelidado de Gónatas por ter nascido e sido criado em Goni na Tessália, falecendo com oitenta e três anos de idade. Reinou quarenta e quatro anos, desde o segundo ano da 123a Olimpíada até a sua morte, no ano da 135a Olimpíada. Foi rei por dez anos antes de tomar a Macedônia, no ano da 126a Olimpíada. Antígono conquistou o mundo grego com força extrema. Foi sucedido por seu filho Demétrio.